# Sid Meier’s Pirates!
Sid Meier’s Pirates! – gra komputerowa stworzona przez Sida Meiera, wydana przez MicroProse w 1987 roku na komputery Commodore 64. Powstały również adaptacje na komputery Apple II (1987), IBM PC (1987), Macintosh (1988), Amstrad CPC (1988), Atari ST (1989), Amigi (1990) i NES (1991).
Gra doczekała się dwóch ulepszonych kontynuacji – w 1993 roku ukazała się gra Pirates! Gold, będąca odświeżoną i dostosowaną pod ówczesne możliwości komputerów wersją Sid Meier’s Pirates!, w 2004 roku pojawił się zaś trójwymiarowy remake.

## Rozgrywka
Świat gry to XVI, XVII i XVIII-wieczne Karaiby. Gracz wciela się w początkującego pirata, który po buncie na statku obejmuje na nim dowodzenie. Gra odwzorowuje realia historyczne i geograficzne, zaś gracz ma okazję napotykać znane postaci z epoki i przystać do jednego z mocarstw – Anglii, Hiszpanii, Holandii lub Francji.
Sama gra to tzw. piaskownica (sandbox) składający się z kilku zależnych elementów, takich jak pływanie po morzu, odwiedzanie miast, w których można handlować, rekrutować nowych ludzi czy też rozmawiać z gubernatorem, bitwy morskie oraz pojedynki na miecze. Do zdobycia jest wiele statków, różniących się wytrzymałością czy też liczbą dział.

## Odbiór gry
Gra została nagrodzona prestiżowymi nagrodami Origins Award w kategoriach „Best Fantasy or Science Fiction Computer Game of 1987” oraz „Best Screen Graphics in a Home Computer Game of 1987”, oraz nagrodą czasopisma Computer Gaming World w kategorii „Action Game of the Year” w roku 1988.